# 世贸中心定向爆破阴谋论

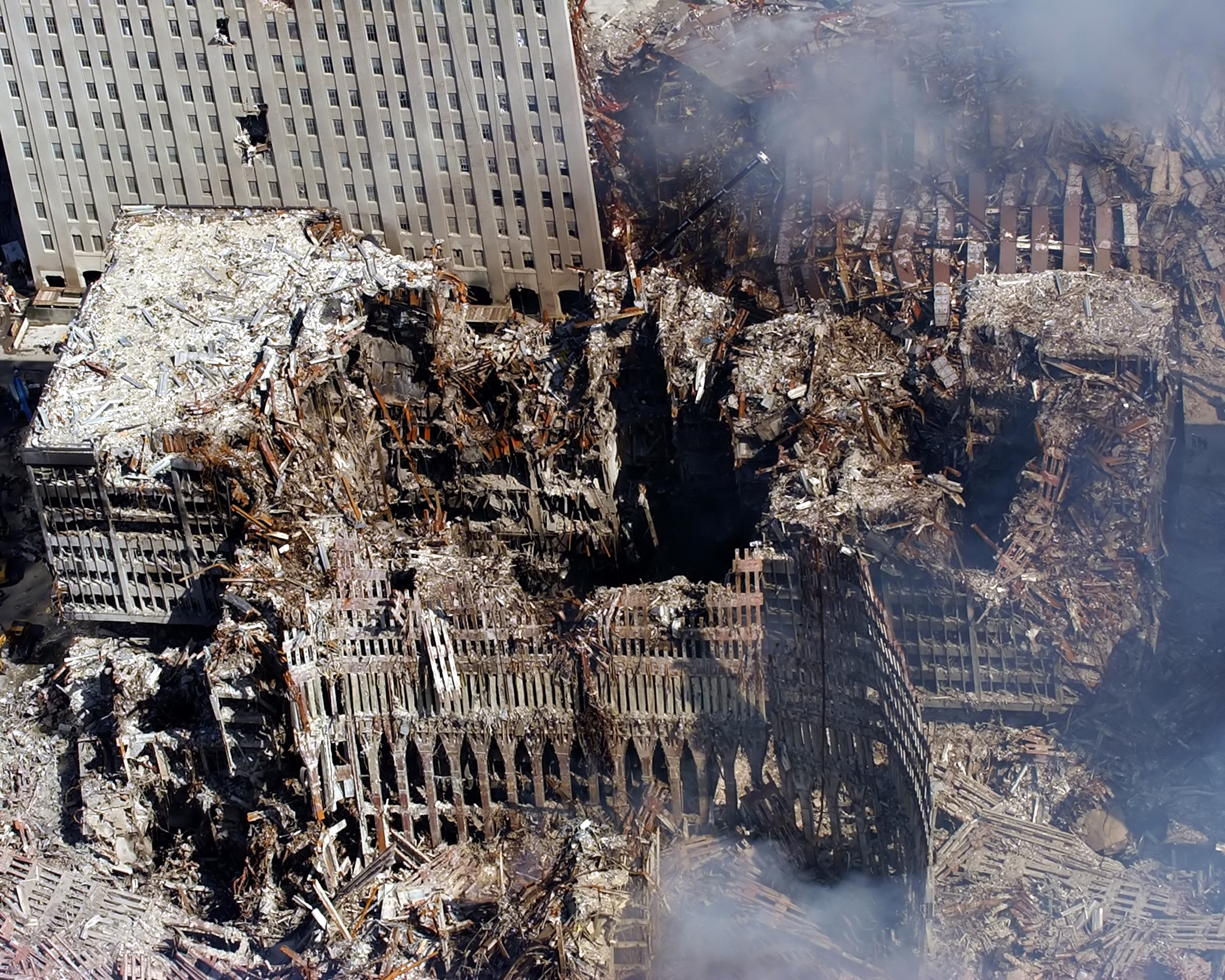
北塔、6号楼和7号楼（右上）的废墟鸟瞰图。在7号楼废墟的左侧可以看到受损的威瑞森大楼。

一些阴谋论主张，世贸中心的坍塌不仅仅是由九一一袭击事件中客机撞击及其引起的火灾所造成的，而且是由预先装在建筑中的爆炸物造成的。定向爆破理论是九一一事件阴谋论的主要组成部分。
该理论的早期拥护者包括物理学家史蒂文·E·琼斯、建筑师理查德·盖奇、软件工程师吉姆·霍夫曼和神学家大卫·雷·格里芬。他们提出，飞机撞击及其引起的火灾并不能彻底削弱建筑物并引发灾难性坍塌。而且，如果没有额外的能量来削弱其结构，这些建筑不会完全倒塌，更不会以它们实际倒塌的速度而倒塌。
美国国家标准技术研究所（National Institute of Standards and Technology，简称NIST）和《大众力学》杂志审查并否定了这些理论。结构力学和结构工程专家接受了“世贸中心建筑由火灾引起、由重力造成坍塌”的模型，该解释并不涉及使用炸药。NIST“没有发现确凿的证据，能够支持其它假说，例如主张世贸中心塔楼是由定向爆破摧毁的，而使用的炸药是在2001年9月11日之前埋入大楼的。”一些教授，如西北大学的兹德涅克·巴赞特、麻省理工学院的托马斯·伊格（Thomas Eagar）和马里兰大学的詹姆斯·昆蒂尔，也驳斥了定向爆破阴谋论。
2006年，琼斯猜测，一些政府内部人员可能使用铝热剂或超级铝热剂来摧毁这些建筑，他们既可以获取此类材料，又可以进入建筑物本身。2009年4月，琼斯、戴恩·尼尔斯·H·哈里特（Dane Niels H. Harrit）和其他7位作者在《开放化学物理杂志》（The Open Chemical Physics Journal）上发表了一篇论文，导致了编辑玛丽-保尔·皮莱尼教授的辞职，她指责出版商在她不知情的情况下出版了该文；这篇文章的标题是《在九一一世贸中心灾难的灰尘中发现的活性热敏材料》（Active Thermitic Material Discovered in Dust from the 9/11 World Trade Center Catastrophe），并称他们在世贸中心塔楼坍塌期间所产生的灰尘样本中，发现了纳米铝热剂的证据。NIST回应说，没有“明确的监管链”来证明这四个灰尘样本来自世贸中心现场。琼斯邀请NIST使用他们自己的在已知“监管链”下的粉尘进行他们自己的研究，但NIST并没有进行此研究。

## 历史
定向爆破阴谋论于2001年9月首次提出。埃里克·赫夫施密德（Eric Hufschmid）于2002年9月出版了著作《痛苦的疑问：对九一一袭击的分析》（Painful Questions: An Analysis of the September 11th Attack），其中明确提出了定向爆破理论。大卫·雷·格里芬和史蒂文·E·琼斯是该理论最著名的倡导者。格里芬2004年出版的著作《新珍珠港》已成为九一一真相运动的参考书。同年，格里芬出版了《九一一调查报告：遗漏和扭曲》（The 9/11 Commission Report: Omissions and Distortions）一书，他在书中认为，调查报告中的缺陷相当于政府官员的掩盖，并称布什政府是九一一袭击的共谋。
史蒂文·E·琼斯也是定向爆破理论的支持者之一。2006年，他发表了论文《为什么世贸中心大楼确实会完全倒塌？》（Why Indeed Did the WTC Buildings Completely Collapse?）。2006年9月7日，杨百翰大学以其言论“带有越来越多的猜测性和指责性”为由，令琼斯带薪休假，等待对其行为进行正式审查。六周后，琼斯从该大学退休。该大学的结构工程系发表声明称，他们“不支持琼斯教授的臆测”。
NIST在其最终报告中表示，它“没有发现确凿的证据能够证明其它的猜测。这些猜测包括，世贸中心塔楼是因定向爆破而坍塌的，而炸药是在2001年9月11日之前埋设的。NIST也没有发现任何证据能证明有导弹射向或击中了塔楼。相反，多角度的照片和视频清楚地显示，坍塌是从起火和被撞击的楼层开始的，并从起始楼层向下发展，直到视线被灰尘遮挡。”他们还于2006年8月在其网站上发布了相关问题的常见问题解答。主流工程学术圈发现，定向爆破的指控缺乏科学价值。《大众力学》杂志在其特别报道《揭穿九一一神话》（Debunking the 9/11 Myths）中也发现这些理论缺乏科学支持。
定向爆破支持者的一些文章、信件和评论已经被发表在科学和工程期刊上。2008年4月，史蒂文·E·琼斯、弗兰克·莱格（Frank Legge）、凯文·瑞恩（Kevin Ryan）、安东尼·桑博蒂（Anthony Szamboti）和詹姆斯·R·古利（James R. Gourley）在《开放民用工程杂志》（The Open Civil Engineering Journal）上发表了一封信，题为《与官方政府报告关于世贸中心摧毁的十四点共识》（Fourteen Points of Agreement with Official Government Reports on the World Trade Center Destruction）。同年7月，瑞恩、古利和琼斯又在《环保主义者》上发表了一篇文章，题为《世贸中心的环境异常：高能材料的证据》（Environmental anomalies at the World Trade Center: evidence for energetic materials）。同年10月，《工程力学杂志》发表了化学工程师兼律师詹姆斯·R·古利的评论，在评论中他认为，巴赞特和维杜尔在2007年一篇关于渐进坍塌力学的论文中存在根本错误。在同一期中，巴赞特和Le则反驳了古利的论点，认为他的评论在科学上是不正确的。他们建议批评者应该“从适当的结构力学教科书中熟悉相关材料”，否则可能会“用不正确的信息误导和错误地影响公众”。
2009年4月，哥本哈根大学的丹麦化学家尼尔斯·H·哈里特（Niels H. Harrit）等八位作者，在《开放化学物理杂志》上发表了一篇论文，题目是《在九一一世贸中心灾难的灰尘中发现的活性热敏材料》。论文的结论是，灰尘样本中似乎存在由未反应和部分反应的超级铝热剂或纳米铝热剂所组成的碎屑。该刊物的主编随后辞职。
有理论认为，世贸中心是被埋设在其中的炸药摧毁的，而互联网站和视频促进了支持该理论的个人运动的增长。九一一真相的建筑师与工程师的网站称其成员有2,400多名建筑师和工程师。定向爆破理论通常包括这样的指控：美国政府内部人员计划和/或参与了摧毁世贸中心，以便有正当理由入侵伊拉克和阿富汗。该理论在流行娱乐类型的电影中占有突出地位，例如《脆弱的变化》，以及一些纪录片，例如旧金山地区的建筑师理查德·盖奇的《九一一：真相蓝图》（9/11: Blueprint for Truth）。
尽管主流媒体对定向爆破理论倡导者的贬损标签、描述和解释由来已久，（如，2006年《纽约》杂志报道说：“新一代阴谋论者正在研究纽约最恐怖日子的秘密历史。”）该理论仍然得到了许多广受欢迎的演员、音乐家和政治家的支持，包括查理·辛、威利·纳尔逊、明尼苏达前州长杰西·文图拉、脱口秀主持人罗茜·奥唐纳，以及演员爱德华·阿斯纳和丹尼尔·顺加塔。

## 主张与假说

### 双塔
9月11日，撞击北塔（1号楼）的美国航空11号航班和撞击南塔（2号楼）的美联航175航班，均为波音767飞机。南塔在撞击后56分钟倒塌，而北塔则在102分钟后倒塌。NIST的调查得出的结论是，坍塌是由两种因素共同造成的。一方面，飞机撞击摧毁了支撑柱和防火层；另一方面，航空煤油起火削弱了柱子和地板。NIST还认为，“没有发现确凿的证据，能够支持其它假说，例如主张世贸中心塔楼是由定向爆破摧毁的，而使用的炸药是在2001年9月11日之前埋入大楼的。”
琼斯等人指出，在世贸中心废墟中工作的许多人，都描述过废墟中存在钢水，而且南塔在倒塌之前就有熔融金属从中流出，作为其温度超过火灾所产生温度的证据。琼斯认为，熔融金属可能是铁元素，是由铝热反应产生的。琼斯和其他研究人员分析了来自世贸中心大楼的灰尘样本，并报告他们发现了灰尘中存在纳米铝热剂的证据。琼斯将他的发现告知了NIST，NIST回应说没有“明确的监管链”可以证明灰尘确实来自世贸中心现场。琼斯邀请NIST对他们自己保管的灰尘进行自己的研究，但NIST并没有这样做。
NIST发现，塔楼残骸中钢材的状况，并未提供关于倒塌前建筑物状况的确切信息，并得出结论认为，从南塔流出的材料是熔融铝，铝来自飞机，而且其熔点低于钢。NIST还指出，要切断立柱，需要在高度安全的建筑物中不引人注意地埋设大量炸药，并且在炸药保持与柱子接触的同时远程点燃它。高能材料研究与测试中心使用传统铝热剂进行了测试，但无法切割立柱，尽管该柱比世贸中心使用的要细得多。琼斯和其他人回应说，他们相信使用的不是铝热剂，而是一种称为纳米铝热剂的特殊铝热剂，这是一种为军事用途、推进剂、炸药或烟火而开发的纳米能量材料。从历史上看，传统铝热剂作为爆炸物使用，受到其能量释放速度相对较慢的限制。但由于纳米铝热剂是由接近原子尺度的反应物微粒所构成的，因此能量释放速度大大提高了。
NIST的报告只对坍塌开始之前的建筑结构响应进行了分析，并断言由于建筑物下落部分传递的巨大动能，一旦开始坍塌，渐进式坍塌便不可避免。兹德涅克·巴赞特的一篇论文指出，一旦坍塌开始，上部分坠落到下层施加在楼板上的动能，比下面部分所能支撑的要大一个数量级。
调查双塔倒塌的工程师普遍认为，定向爆破并不需要了解建筑物的结构响应。当一座塔楼的顶部确实发生明显倾斜时，它最终并不能掉到街道上，他们争辩说，因为任何这种倾斜都会对下部的楼层（作为支点）施加足够的压力，不等到顶部的重心发生足够的偏移，坍塌早就开始了。事实上，他们认为，根据结构在坍塌开始之后所能提供的阻力，有没有爆炸物对于渐进式坍塌来说并没有什么区别。按照建筑规范，建筑物的定向爆破需要数周的准备工作，包括埋设大量炸药和切断立柱，这会使建筑变得非常危险，而且完成这些工作还不能引起建筑中数以千计工作人员的注意。传统上，定向爆破是在建筑底部进行，而不是顶部，尽管根据结构设计也有例外。没什么争议的是，坍塌是从高处的飞机撞击点开始的。此外，任何爆炸物都必须经受住飞机的撞击。
九一一真相的学者小组成员收集到了目击者的描述，称在临坍塌前出现了闪光和大爆炸。多名目击者报告称，世贸中心大楼在坍塌前发生了爆炸，“国际九一一研究中心”（International Center for 9/11 Studies）组织发布了从NIST获取的视频，并注明了何时可以听到此类爆炸。但是，有多种响亮尖锐的噪音并非由爆炸物引起，坍塌时的地震记录也没有显示出爆炸的证据。琼斯和其他人认为，在塔楼坍塌期间看到的水平方向喷出的烟，表明塔楼的坍塌是由定向爆破造成的。NIST将这样喷出的灰尘归咎于气压，由于上部建筑的坠落导致楼内容积减小，空气沿电梯井向下运动，并从较低楼层打开的电梯井门释出，从而产生了这种烟。
2011年9月，拥有交通工程和规划博士学位的伊朗总统马哈茂德·艾哈迈迪内贾德表示，两架喷气式客机不可能仅仅通过撞击塔楼就将其摧毁，一定发生了某种有计划的爆炸。基地组织在他们的英文出版物《激励》中尖锐地批评了艾哈迈迪内贾德，称他的结论是“一种无视所有逻辑和证据的荒谬信念”。

### 7号楼

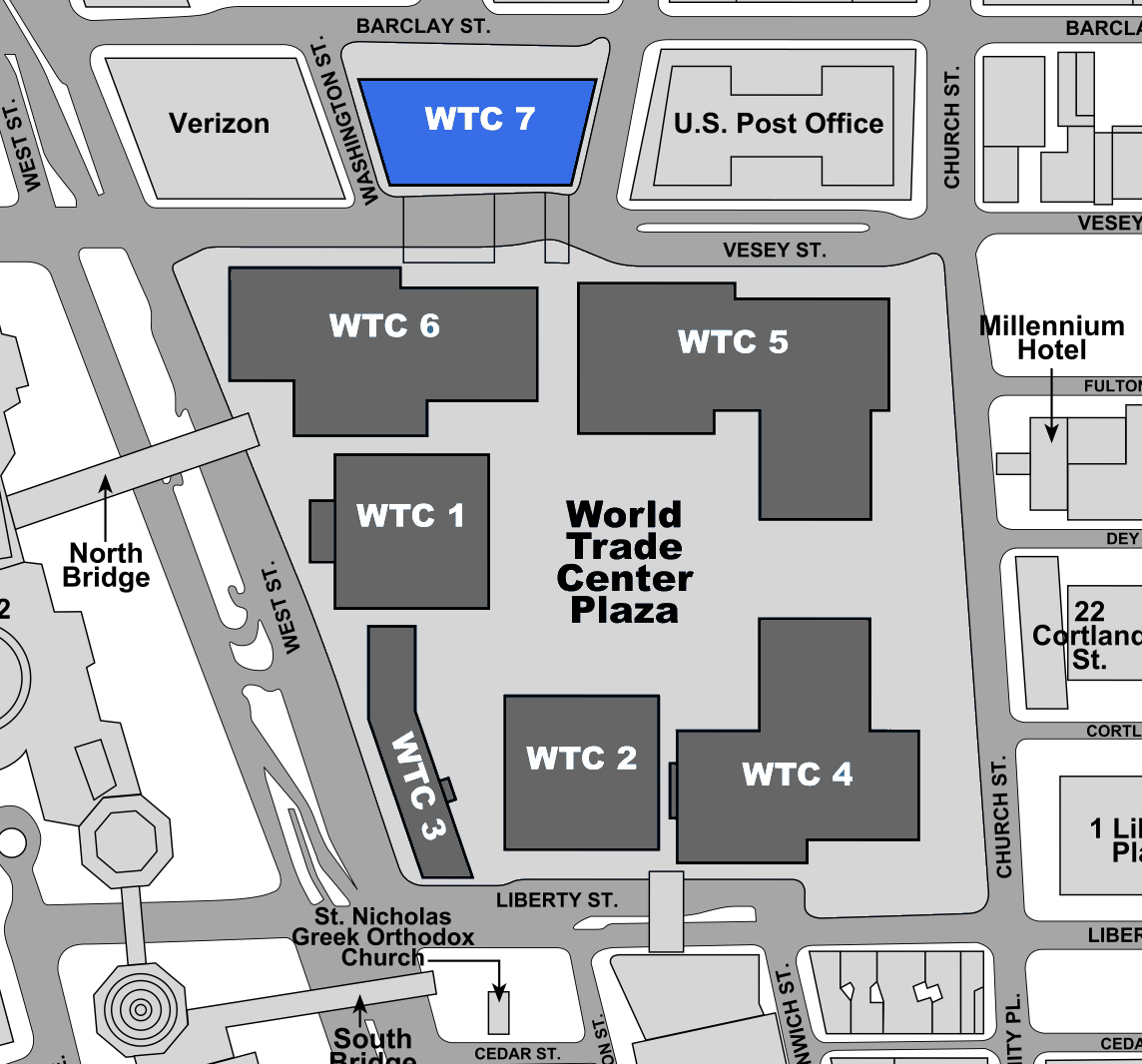
世贸中心7号楼与世贸中心其它建筑间的位置关系。世贸中心1号、2号和7号楼均在2001年9月11日倒塌。

世贸中心定向爆破理论的支持者宣称，世贸中心7号楼是被故意炸毁的。7号楼是一座47层摩天大楼，位于世贸中心遗址主体部分以北的维西街对面。与双塔不同的是，7号楼并没有被飞机撞击，但它被双塔的碎片击中了，并被大火烧了7个小时而烧毁，直到9月11日大约17:20完全坍塌（在旧址上重新竖起的新楼在2006年5月启用）。公共领域存在多个坍塌事件的视频，因此可以从不同的视角进行比较分析。支持者通常会说，7号楼的坍塌在《九一一调查报告》中并没有提及，并且负责调查该事件的联邦机构NIST需要七年时间进行调查及发布报告。
2010年11月，福克斯新闻记者杰拉尔多·里维拉主持了名为“建造什么？”（BuildingWhat?）的电视广告活动，在这一系列商业广告中，九一一家庭的成员提出了7号楼的问题，并呼吁对其坍塌进行调查。里维拉称电视广告“不像那些示威者那么容易被忽视”，并表示，“如果涉及爆炸物，那将意味着近年来最令人讨厌的抗议者……是对的。”几天后，里维拉与法律分析师安德鲁·纳波利塔诺法官一起出现在福克斯财经网上的《自由观察》节目中，讨论“建造什么？”电视广告活动。纳波利塔诺说：“我很难相信（世贸中心7号楼）会自己倒塌。我很高兴看到杰拉尔多·里维拉对它进行调查。”
一些世贸中心定向爆破理论的支持者认为，摧毁7号楼可能是因为它是摧毁双塔的控制中心；而另一些人则认为，政府内部人员可能想要销毁大楼中保存的与公司骗局相关的关键档案。世贸中心大楼设有数十个联邦、州和地方政府机构。根据BBC报道的一份声明，《脆弱的变化》电影的制片人迪伦·艾弗里认为该建筑被摧毁是可疑的，因为它容纳了一些不寻常的租户，包括25楼的CIA秘密办公室、美国特勤局的前哨、证券交易委员会，以及纽约市的紧急指挥中心。总统的前首席反恐顾问理查德·A·克拉克认为7号楼并不神秘，并表示任何人都可以租用该楼的楼面空间。
当时，还没有钢结构的高层建筑因火灾而坍塌，尽管以前曾发生过小型钢结构建筑因火灾而坍塌或部分坍塌的案例。然而，2017年德黑兰普拉斯科大廈，以及次年巴西圣保罗威尔顿·佩斯·德阿尔梅达大楼的坍塌，都证明了火灾能够使这种建筑完全坍塌。此外，7号楼也因1号楼在坍塌过程中所崩出的碎片而遭受了严重的结构损伤。
BBC新闻在7号楼实际倒塌前二十分钟即报道了其倒塌。BBC表示，在袭击发生当天，许多新闻来源都在报告7号楼即将倒塌。过早宣布坍塌消息的记者简·斯坦德利（Jane Standley）称其为一个“很小但很诚实的错误”，因为她收到了一份报告却又无法证实，只好自己加以思考。
在2002年9月播出的PBS纪录片《美国重建》（America Rebuilds）中，7号楼的所有者、世贸中心其余大楼的承租人和保险单持有人拉里·希尔弗斯坦回忆起与消防部门的讨论，当时他对防止火灾蔓延表示了怀疑。希尔弗斯坦回忆说：“我们经历了如此可怕的生命损失，也许最明智的做法就是撤出来（pull it）。”“他们做出了撤出的决定，”他回忆道，“我们眼睁睁地看着大楼倒塌。”希尔弗斯坦发表声明称，我们说的“拉”（pull）指的是“撤出”消防队，而不是“拆除”建筑，这反驳了理论家将“拉”用于“拆除”相关含义的说法。

#### NIST报告
2002年，美国国家标准技术研究所（NIST）开始对世贸中心的坍塌进行全面调查，但很快决定先将重点放在双塔的倒塌上。其关于7号楼坍塌的最终报告的草稿于2008年8月发布。该机构将这项调查的缓慢归咎于它所使用的计算机模型的复杂性，该模型模拟了从开始坍塌一直到完全坍塌；NIST表示，调查7号楼所花费的时间与调查一起飞机失事所花费的时间相当。该机构还表示，另外还发现了80箱与7号楼有关的文件需要进行分析。已经有些人在质疑九一一袭击的真实性，这些延误更加剧了他们的怀疑，而该机构正在努力得出一个看似合理的结论。
2008年11月20日，NIST发布了世贸中心7号楼倒塌的最终报告。调查人员通过视频、照片和建筑设计文档来得出结论。调查无法包括物证，因为来自建筑物的材料缺乏可以被积极识别的特征，因此在调查开始之前就被处理掉了。报告得出的结论是，建筑的坍塌是由于大火燃烧了近七小时而造成的。第13层的坍塌，削弱了一根关键的钢立柱，导致了灾难性的后果，而且极端高温导致一些钢立柱失去了强度，进一步导致整幢建筑内失去支撑，整个结构屈服，对建筑物造成了致命打击。另一个因素是，旁边的塔楼坍塌，破坏了城市水管，导致建筑物下半部分的自动喷淋系统里没有水。
NIST考虑了7号楼被炸药炸塌的可能性，并得出结论，认为没有发生爆炸情况，“2001年9月11日在7号楼，使用铝热剂[……]切断立柱，这不太可能”。调查引用的证据包括，在该楼坍塌的录音中听不到爆炸声，在目击者的报告中也没有提到爆炸声；调查还指出，如果存在爆炸，在半英里的距离内，应该可以听到130-140分贝的声音。定向爆破理论的支持者表示，目击者多次报告在塔楼坍塌前发生了爆炸，并发布了从NIST获得的视频，并且标示了在何时可以听到这些爆炸声，以此来支持倒塌前存在爆炸声的说法。
NIST的结论还有，所需铝热剂的量较大，不太可能在未被发现的情况下带入建筑物。定向爆破的倡导者则回应说，他们没有说使用的是铝热剂，而是说比铝热剂更强力的纳米铝热剂。最后，NIST调查还排除了建筑物中储存的大量柴油起火导致坍塌的理论。

## 批评
美国土木工程师协会结构工程研究所（Structural Engineering Institute）发表了一份声明，呼吁进一步讨论NIST的建议。英国的结构工程师学会于2002年5月发表声明，欢迎FEMA的报告，并指出该报告所表达的观点与其专业团队所持观点相似。
在琼斯的论文《为什么世贸中心大楼会完全坍塌？》发表之后，2006年9月，杨百翰大学称琼斯的报告带有“越来越多的投机和指责”，并让琼斯带薪休假，从而剥夺了他在两个班的教学，等待对他的报告和研究进行审查。六周后，琼斯从大学退休。该大学的结构工程系发表声明称，他们“不支持琼斯教授的假说”。2005年9月22日，琼斯在杨百翰大学为其在物理和天文学系的一群同事举行了一场关于其假说的研讨会。按照琼斯的说法，研讨会结束后，除了一位同事外，其他所有人都同意进行调查，而唯一的反对者也在第二天同意了琼斯的建议。
西北大学的土木工程教授兹德涅克·巴赞特是第一个发表了坍塌理论且经过同行评审的人，他将“几个局外人声称存在埋设爆炸物的阴谋”称为例外。巴赞特和维杜尔将这种“奇怪的想法”追溯到一种“错误的印象”，即设计中的安全冗余使其不可能倒塌。他们说，对渐进式坍塌进行更详细建模的影响之一，可能是“打破了埋设炸药的神话”。事实上，巴赞特和维杜尔已经提议检查来自定向爆破理论的数据，以便更好地模拟塔楼的渐进式坍塌，这表明渐进式坍塌和定向爆破并非两种独立的失效模式（如定向爆破阴谋论所假设的那样）。
麻省理工学院的材料科学与工程教授托马斯·伊格也驳斥了定向爆破阴谋论。伊格说：“（九一一真相运动）这些人使用的是‘反科学方法’。他们先断定发生了什么，再丢弃所有与其结论不符的数据，然后声称他们发现的是唯一可能的结论。”
按照琼斯的理论，塔楼是用纳米铝热剂摧毁的，并且说在灰尘中发现了铝热剂和纳米铝热剂复合材料，在三座建筑倒塌后的废墟里也发现了，而这被认为是建筑物被炸药摧毁的证据。《美国爆破拆除史》（A History of Explosive Demolition in America）的作者布伦特·布兰查德（Brent Blanchard）指出，琼斯理论的可行性问题仍未得到解决，例如在塔楼倒塌后八个月的废墟清理过程中，没有拆除人员注意到铝热剂的任何迹象。布兰查德还表示，需要为所测试的立柱建立可验证的所有权链，而琼斯测试的立柱并没有考虑这种情况，这就引出了一个问题——用来测试的金属件是否可能是用乙炔炬、剪切机，或其它可能受到污染的设备，在现场从废墟上切割下来的，或是在处理、储存或者从归零地转移到纪念地时，暴露于微量铝热剂或其它化合物中的。《怀疑的询问者》杂志的戴夫·托马斯指出，由于其氧化铁和铝的成分，所讨论的残留物据称是热的，并指出这些物质存在于双塔的许多常见物件中。托马斯表示，为了切断钢立柱，必须使用特殊的高温容器以防止铁水掉落，而且铝热反应太慢，无法实际用于建筑拆除。托马斯指出，杰西·文图拉曾聘请新墨西哥科技进行演示，当使用纳米铝热剂去切一根大型钢立柱时，纳米铝热剂会产生大量烟火，但立柱并未损坏，即使它处于最有利的水平状态。
准备对建筑物进行定向爆破需要大量的时间和精力。必须拆除塔楼几十层楼的墙。需要将几千磅的炸药，以及导火索和点火装置偷偷绕过安检，并放置在塔楼中，还不能引起在世贸中心工作的几万人的注意。《哈特福德倡导者》杂志有一篇文章提到了与心理学教授斯图尔特·维斯的一次谈话，他问道：“你需要几百人来获取炸药，把它们埋设在建筑中，安排飞机去撞 [……] 而且，也许最难以置信的是，从来没有将这个阴谋透漏一句？”
世贸中心的开发商拉里·西尔弗斯坦说：“希望这份详尽的报告能够平息各种九一一阴谋论，这些阴谋论侮辱了在那可怕的一天丧生的人们。”针对NIST关于7号楼坍塌的详细报告，九一一真相建筑师和工程师组织的领导人理查德·盖奇（Richard Gage）说：“7号楼的坍塌被掩盖了，我们还要忍受多久？”NIST的首席调查员S·希亚姆·桑德（S. Shyam Sunder）博士说，他无法解释为什么怀疑论不会消失。“我确实不是心理学家，”他说，“我们的工作是提出最好的科学。”马里兰大学的消防工程教授詹姆斯·昆蒂尔不相信是炸药摧毁了塔楼，他质疑该机构是如何得出结论的，他说：“他们没有炸药方面的专业知识”，尽管他补充说NIST浪费了时间去聘请外部专家来考虑它。